# 加利·高文
蓋瑞·韋恩·科爾曼（英語：Gary Wayne Coleman，1968年2月8日—2010年5月28日），美国男演員、諧星、作家及配音員。曾被形容為1980年代電視最有前途的明星。VH1把他在“100名最强的电视童星”裡列在首位。在他的生涯里他多次被奖赏提名，也获得多次奖赏，其中包括青年艺术家奖和全美民選獎。
他最知名的角色是情景喜剧小淘氣 (影集)（1978年到1986年）中的阿諾·傑克森。此外他还为一些动画绣配音。他也在多部电视绣里作为贵宾出现，有时也作为配音，除此之外他还参加过数个电视颁奖典礼。除了电视外高文也参加电影拍摄。他也在音乐片里出现，为电子游戏猴島的詛咒和喋血街頭2（作为自己）配音。
尽管他的演员生涯很成功，在他后期生活里他财经困难。1989年他控诉自己的父母和经济顾问滥用他的财产并获胜，但是十年后他还是破产。2010年5月28日他因頭部外傷去世，年仅42岁。

## 早年生活
1968年2月8日蓋瑞·科爾曼在伊利诺伊州錫安。他被收养，他的养父是一名叉车司机，养母是一名护士。由于他患有先天性肾脏病局灶節段性腎小球硬化症他必须用皮質類固醇药物和其它药物，由于病和这些药物的副作用他的身高不能超过1.42米，而他的面貌也到成人依然保持儿童的样子。1973年和1984年他两次做肾移植手术，但都没有成功。他终身需要定期透析。

## 生涯
蓋瑞的电视生涯开始于一个哈里斯银行的广告。广告中他的台词是“你需要一隻胡伯特玩偶。”胡伯特是一隻狮子玩偶，是该银行的标志。同年他在电视连续剧《杏林雙傑》的一集中出现。虽然蓋瑞最出名的角色是在《小淘氣》里，但是此前他就已经参加电视连续剧的拍摄，比如在《杰弗逊一家》和在《美好时间》里。他在1977年重新启拍的《小流氓》首级里也出现。
蓋瑞被选中出演《小淘气》里的阿諾·傑克森，他扮演的角色是两名在哈林區出生的黑人兄弟之一，他们哥俩被一名生活在曼哈顿的富有白人寡夫收养。连续剧从1978年一直拍到1986年。他在剧里常说的一些口头语后来成为他的象征之一。在连续剧最成功的时期里蓋瑞每集可以赚10万美元。在剧中扮演他哥哥的托德·布里吉斯在他的自传里说尽管蓋瑞的年纪非常小而且还有病他必须在拍摄《小淘气》的时候工作非常长的时间，这使得他变得很抑郁，也使得他与其他演员疏远了。
蓋瑞变得非常有名，他在一系列电影和电视剧里出现，首次是在棒球喜剧片《左场的孩子》（1979年）。很快他主演《正轨》（1981年）。这部电影的盈利平常，但是评论家对它的评论不是很好，他们尤其批评这部电影几乎完全基于蓋瑞的知名度和名声。他还主演了《小孩子吉米》（1982年），这部电影也遭到评论家的批评。此外他还出演了《破碎光环的孩子》。
1982年《破碎光环的孩子》发展成《蓋瑞·科爾曼秀》，蓋瑞在这个秀里配音。后来他在动画电视连续剧《韦恩斯兄弟》里配音。这个连续剧从1996到1997播放。他还为电子游戏《猴島的詛咒》（1997年）和《喋血街頭2》（2003年）配音。2005年高文在約翰·希南的音乐视频中出现，在里面他表演一个劫持麥克·杰克森和瑪丹娜的坏人。该片是一个以天龍特攻隊为背景的对80年代文化取笑的片子。
后来蓋瑞也试图进入政治，2003年他参加加利福尼亞州州長的竞选。他的竞选由免费周报《东湾快报》资助，是一个对竞选的讽刺。阿诺·施瓦辛格宣布参加竞选后蓋瑞表示他将选施瓦辛格。最后高文获得14242枚选票，在135名候选人中列第八名。
在他死前几年里蓋瑞不断参加在超现实生活、德雷克與喬希和硝基马戏团等电视秀。他的最后一个电视角色是在动画电视连续剧机器鸡里配音。他最后的电影角色为体育喜剧《教堂球》（2006年）、讽刺喜剧《美国颂歌》（2008年）和喜剧《侏儒与财神》（2009年）

## 个人生活
蓋瑞是一个狂热的鐵道迷和美鐵支持者。他5岁时因为正在开始的演员生涯经常坐火车去芝加哥，从那时他开始对火车感兴趣。粉丝们经常在他居住的地区附近的模型火车商店里看到他。他在丹佛、图森和加州商店里兼职工作来使得他的爱好就在身边。在多个州他的家里蓋瑞造和维持自己的模型铁路。他的一个模型甚至登上一个模型铁路杂志1990年9月刊。蓋瑞和他的丹佛火车站模型的照片被放在首页。他偏爱HO軌，但是也使用其它大小做模型。他的一个模型的面积达74平方米。他死后到2013年为止至少还有一个他的模型依然保存在科罗拉多州科罗拉多斯普林斯。
一部生平频道纪录片估计他交付他的父母、经纪人、律师和税收之后大概还剩下《小淘气》赚的钱的四分之一。他后来成功诉讼他的父母和过去的经纪人因为他们滥用他的财产，获得130万美元。
1993年在一次电视采訪中蓋瑞说他两次试图以服藥的方式結束生命。当时他住在科罗拉多州丹佛，他在那里主持一个广播节目，主要播放爵士乐和新世紀音樂。他把部分薪水捐给科罗拉多肾脏基金会。2005年高文从洛杉矶搬到盐湖城以南50英里的桑塔金，他后来一直住在这里。2007年初他在电影《教堂球》拍摄时遇到臨時演員夏儂·普萊斯。两人数月后结婚。2008年5月1日和2日两人出现在电视节目《离婚法庭》上表达他们之间的分歧以及试图弥补他们的婚姻，为这个节目做了很多宣传。尽管如此两人于2008年8月离婚。离婚后高文入院但是他没有把普莱斯驱逐出他家，而是允许她继续住在那里。后来普莱斯在法庭要求法庭承认她和蓋瑞一直到蓋瑞死一直同居为普通法婚姻。但是法官驳回普莱斯的要求因为事实证明普莱斯在她自称与蓋瑞在一起的时候与其他男子有关系、“在公共场所打蓋瑞，牽着他的手像一个小孩子一样领着他、在任何人面前没有显示对蓋瑞有任何钟爱。”

### 经济困难
1999年8月蓋瑞申请破产保护。他说许多人对此有责任，“从我开始，我的养父母、经纪人、律师，然后还是我。”他在瑪瑞娜戴爾瑞开的一个电子游戏场损失20万美元。他不断的医疗经费尤其导致他的经济困难。有时他不得不通过非常手段赚钱。1999年他发起了一个题为“救我！”的网上拍卖行动。拍卖的物件里包括他的沙发、一件配着相应的尼克鞋的“小型皮条客西装”和一根签名的刮冰淇淋勺。这次拍卖一共让他赚5000美元。2008年他在eBay上拍卖一条亲手签名的裤子来支付他的医疗费用。这次拍卖吸引了很多注意力，包括40万美元的假出价。最后裤子以500美元卖给吉米·基墨，他把这条裤子挂在他电视制作蓬的架子上。

### 诉讼
1989年蓋瑞告他的养父母和前经纪人要求380万美元赔偿因为他们滥用他信任给他们的钱。1993年他赢得128万。1998年蓋瑞作为一名保安人员工作时被告施加暴力。蓋瑞在加利佛尼亚购物中心买防彈背心一名叫特莱西·菲尔兹的洛杉矶公共汽车司机和蓋瑞《小淘气》演技的粉丝向他要签名。蓋瑞拒绝，两人发生争吵。证人报告说菲尔兹嘲笑蓋瑞不平凡的演员生涯。证人说蓋瑞多次拳击菲尔兹的脸。他被捕，后来在法庭上他说菲尔兹恐吓他，他是自卫。他说：“他不肯放过我。我害怕，他变得很恶劣。”蓋瑞决定承认使用暴力，被判缓刑，并给菲尔兹付1665美元医疗费以及参加愤怒管理教育。
2007年蓋瑞和他妻子在犹他州普若佛公开场合发生“激烈争吵”后被认无序行为轻罪。2008年蓋瑞在佩森开车时当时24岁的柯尔特·拉施顿没有经过他允许拍照。证人说两人发生争吵。在停车场上蓋瑞蓄意挂后挡开车撞拉施顿，撞着他的膝盖，把他拖到车下。然后撞到另一辆车上。拉施顿被送到当地医院治疗，但是只受轻伤，并可以回家。蓋瑞后来承认无序行为和鲁莽驾车，被罚100美元。2010年一次车祸后他与其他人谈判达成协议，他付了多少钱没有公布。2009年蓋瑞和他前妻发生家庭争吵，普莱斯因嫌疑家庭暴力被关押，两人均被责无序行为。2010年1月，蓋瑞死前数月，他因家庭暴力被关押到犹他郡监狱，次日获释。

## 逝世和纪念
蓋瑞的医疗记录细节大部分保密。他仅仅1.42米的身高源于先天性肾脏病极其治疗。早年他至少两次进行肾脏移植失败，因此经常需要透析，他本人不愿意谈这些。2009年蓋瑞做了一次心脏手术，其细节不明，但是手术后他换肺炎。2010年1月高蓋瑞在洛杉矶癲癇發作入院，2月在拍摄《知情人》电视节目是再次癲癇發作。2010年5月26日蓋瑞可能再次癲癇發作后在自己家楼梯跌落，撞在头上，被急救送入普若佛的医院，发生硬膜外血肿。一名医院发言人说蓋瑞次日早上清醒，但此后他的状况恶化。5月27日下午蓋瑞失去知觉需要生命支持。蓋瑞于北美山区时区2010年5月28日12:05逝世，享年42岁。相关的对话被更改后蓋瑞的角色依然留在音乐剧里。在蓋瑞的养父母、他过去的商务伙伴安娜·格蕾和普莱斯之间就蓋瑞的房产和遗产发生争执，因此本来计划在他死后周末举办的追悼会被延期，后来完全被取消。蓋瑞最早的遗嘱里也包括了他过去的经理迪昂·米阿尔，1991年高蓋瑞在他的遗嘱里任命米阿尔为遗嘱执行人，米阿尔因此放弃退出遗嘱。蓋瑞在他1991年的遗嘱里写道“只有和我没有经济关联的人，只有能够互相问心说，我们真正地只关心蓋瑞·科爾曼本人的人”应该参加他的葬礼。他死后发现他后来修改了遗嘱把米阿尔改成格蕾，并说“……我死后不要葬礼、追悼会和其它纪念仪式。”
有人质问普莱斯是否有法律权力同意停止蓋瑞的生命支持系统。这个问题被一份小报上登的照片激化，照片上显示普莱斯站在昏迷，连在生命维持系统上的蓋瑞身边，上面的标题是“是谋杀！”
在纽约上演和在达拉斯巡回演出的歌唱剧《Q大道》把他们5月28日的表演奉献给对蓋瑞的纪念，表演蓋瑞的演员在表演结束后上台向他致敬。
医院后来发表了一道声明确定蓋瑞签署了一份预先医疗指示赋予普莱斯代他做医疗决定的权力。2010年10月5日桑塔金警察停止调查，因为法医排除蓋瑞之死不是事故的可能性，也没有发现任何医疗错误。
蓋瑞的最后遗嘱是2005年签署的，他指定格蕾为他的遗嘱执行人并把所有房产遗留给她，但是此后2007年他和普莱斯结婚。虽然两人2008年离婚，普莱斯向法庭申述说她依然与蓋瑞是普通法婚姻，两人分享银行账户，直到蓋瑞死两人在公众以夫妇出现。假如法庭同意她的申请的话她就会成为蓋瑞的合法继承人。
2012年5月法官判决虽然普莱斯在两人离婚后依然住在蓋瑞家里，蓋瑞死时两人的关系不满足犹他州普通法婚姻的要求。他骨灰的下落不明。普莱斯说假如她有权处理这件事的话她会把蓋瑞的骨灰撒在金色道钉国家古迹，因为蓋瑞毕生喜爱火车。

## 軼事
有網民將蓋瑞.科爾曼童星年代的一張攤著雙手並擺出不在乎的圖片附上「Who Fuckin' Cares」這句常用俚語製成Meme，一直流傳至今。

## 音乐剧
在获得2004年托尼奖最佳音乐剧的音乐剧《Q大道》有模仿蓋瑞.科爾曼这个角色出现。剧中虚构蓋瑞文是剧上演宿舍大楼的管理。在《我的命苦》这支歌里他抱怨自己的命运。剧的制作人说蓋瑞这个角色代表了《Q大道》的核心主题：儿时大人总是对我们说我们“特殊”，但是等到我们长大了，我们发现生活远远不像人家告诉我们的那么简单。他们补充说本来想让蓋瑞自己演这个角色，蓋瑞也表示想接受，但是他没有参加讨论这个问题的会议。2005年蓋瑞表示他打算控告《Q大道》的制作人因为他不满自己在剧中的形象，但是这个控告从未实现。2007年在纽约漫画大会上蓋瑞说：“我希望在地球上有一个律师能够替我控诉他们。”